# Julian Frydrich
Julian Frydrich  – izraelski brydżysta, World International Master (WBF), European Master (EBL).

## Wyniki brydżowe

### Olimpiady
Na olimpiadach uzyskał następujące rezultaty:
| Olimpiady brydżowe. Zawody teamów | Olimpiady brydżowe. Zawody teamów | Olimpiady brydżowe. Zawody teamów | Olimpiady brydżowe. Zawody teamów | Olimpiady brydżowe. Zawody teamów | Olimpiady brydżowe. Zawody teamów |
| Rok                               | Miejsce                           | Zawody                            | Kategoria                         | Drużyna                           | Pozycja                           |
| --------------------------------- | --------------------------------- | --------------------------------- | --------------------------------- | --------------------------------- | --------------------------------- |
| 1984                              | Seattle                           | 7. Olimpiada Teamów               | Open                              | Israel                            | 19                                |
| 1980                              | Valkenburg                        | 6. Olimpiada Teamów               | Open                              | Israel                            | 27                                |
| 1976                              | Monte Carlo                       | 5. Olimpiada Teamów               | Open                              | Israel                            | 8                                 |
| 1972                              | Miami Beach                       | 4. Olimpiada Brydżowa             | Open                              | Israel                            | 8                                 |

### Zawody światowe
W światowych zawodach zdobył następujące lokaty:
| Mistrzostwa Świata. Konkurencja teamów | Mistrzostwa Świata. Konkurencja teamów | Mistrzostwa Świata. Konkurencja teamów | Mistrzostwa Świata. Konkurencja teamów | Mistrzostwa Świata. Konkurencja teamów | Mistrzostwa Świata. Konkurencja teamów |
| Rok                                    | Miejsce                                | Zawody                                 | Kategoria                              | Drużyna                                | Pozycja                                |
| -------------------------------------- | -------------------------------------- | -------------------------------------- | -------------------------------------- | -------------------------------------- | -------------------------------------- |
| 1986                                   | Miami Beach                            | 7. Mistrzostwa Świata                  | Open                                   | Levit                                  | 14                                     |
| 1985                                   | São Paulo                              | 27. Mistrzostwa Świata Teamów          | Open                                   | Israel                                 | 3                                      |
| 1982                                   | Biarritz                               | 6. Mistrzostwa Świata                  | Open                                   | Moreno                                 | 26                                     |
| 1976                                   | Monte Carlo                            | 22. Mistrzostwa Świata Teamów          | Open                                   | Israel                                 | 3                                      |

| Mistrzostwa Świata. Konkurencja par | Mistrzostwa Świata. Konkurencja par | Mistrzostwa Świata. Konkurencja par | Mistrzostwa Świata. Konkurencja par | Mistrzostwa Świata. Konkurencja par | Mistrzostwa Świata. Konkurencja par |
| Rok                                 | Miejsce                             | Zawody                              | Kategoria                           | Partner                             | Pozycja                             |
| ----------------------------------- | ----------------------------------- | ----------------------------------- | ----------------------------------- | ----------------------------------- | ----------------------------------- |
| 1982                                | Biarritz                            | 6. Mistrzostwa Świata               | Open                                | Eliakim Shaufel                     | 35                                  |

### Zawody europejskie
W europejskich zawodach zdobył następujące lokaty:
| Zawody europejskie. Konkurencja teamów | Zawody europejskie. Konkurencja teamów | Zawody europejskie. Konkurencja teamów | Zawody europejskie. Konkurencja teamów | Zawody europejskie. Konkurencja teamów | Zawody europejskie. Konkurencja teamów |
| Rok                                    | Miejsce                                | Zawody                                 | Kategoria                              | Drużyna                                | Pozycja                                |
| -------------------------------------- | -------------------------------------- | -------------------------------------- | -------------------------------------- | -------------------------------------- | -------------------------------------- |
| 2014                                   | Abacja                                 | 52. Mistrzostwa Europy Teamów          | Seniorzy                               | Israel                                 | 12                                     |
| 2013                                   | Ostenda                                | 6. Otwarte Mistrzostwa Europy          | Seniorzy                               | Kaminski                               | 17                                     |
| 2012                                   | Dublin                                 | 51. Mistrzostwa Europy Teamów          | Seniorzy                               | Israel                                 | 7                                      |
| 2010                                   | Ostenda                                | 50. Mistrzostwa Europy Teamów          | Seniorzy                               | Israel                                 | 7                                      |
| 1993                                   | Mentona                                | 41. Mistrzostwa Europy Teamów          | Open                                   | Israel                                 | 16                                     |
| 1985                                   | Salsomaggiore                          | 37. Mistrzostwa Europy Teamów          | Open                                   | Israel                                 | 2                                      |
| 1983                                   | Wiesbaden                              | 36. Mistrzostwa Europy Teamów          | Open                                   | Israel                                 | 14                                     |
| 1981                                   | Birmingham                             | 35. Mistrzostwa Europy Teamów          | Open                                   | Israel                                 | 13                                     |
| 1979                                   | Lozanna                                | 34. Mistrzostwa Europy Teamów          | Open                                   | Israel                                 | 10                                     |
| 1975                                   | Brighton                               | 32. Mistrzostwa Europy Teamów          | Open                                   | Israel                                 | 2                                      |

| Zawody europejskie. Konkurencja par | Zawody europejskie. Konkurencja par | Zawody europejskie. Konkurencja par | Zawody europejskie. Konkurencja par | Zawody europejskie. Konkurencja par | Zawody europejskie. Konkurencja par |
| Rok                                 | Miejsce                             | Zawody                              | Kategoria                           | Partner                             | Pozycja                             |
| ----------------------------------- | ----------------------------------- | ----------------------------------- | ----------------------------------- | ----------------------------------- | ----------------------------------- |
| 2013                                | Ostenda                             | 6. Otwarte Mistrzostwa Europy       | Seniorzy                            | Joseph Engel                        | 27                                  |
| 2013                                | Ostenda                             | 6. Otwarte Mistrzostwa Europy       | Open                                | Joseph Engel                        | 153                                 |
| 2007                                | Antalya                             | 3. Otwarte Mistrzostwa Europy       | Seniorzy                            | Mordechay Gelbard                   | 16                                  |
| 1995                                | Rzym                                | 8. Mistrzostwa Europy Par           | Open                                | Michael Hochzeit                    | 247                                 |
| 1993                                | Bielefeld                           | 7. Mistrzostwa Europy Par           | Open                                | Michael Hochzeit                    | 69                                  |
| 1987                                | Paryż                               | 4. Mistrzostwa Europy Par           | Open                                | Michael Hochzeit                    | 49                                  |

## Klasyfikacja
- Julian Frydrich – klasyfikacja WBF (ang.)
- Julian Frydrich – klasyfikacja EBL (ang.)